# Вєхова Олена Олександрівна
Олена Олександрівна Вєхова (у шлюбі — Матвєєва; нар. 26 листопада 1966, Євпаторія) — українська баскетболістка. Чемпіонка Європи 1995 року. Майстер спорту України міжнародного класу.

## Із біографії
Навчалася в Київському інституті фізичної культури.
На клубному рівні захищала кольори київського «Динамо» (1988—1995). У складі киянок стала переможницею останнього чемпіонату СРСР і єдиної першості країн СНД. Володарка Кубка Ліліан Ронкетті 1988 року (у фіналі набрала 2 очки). Грала у фіналі Євроліги проти іспанської команди «Дорна Годелла Валенсія» (56:66). Чотири рази здобувала золоті нагороди в чемпіонатах України.
У складі національної збірної України стала чемпіонкою Європи 1995 року. У фіналі українки переграли італійок з рахунком 77:66.

## Досягнення
Чемпіонат Європи
- Перше місце (1): 1995

Кубок Ронкетті
- Перше місце (1): 1988

Євроліга 
- Друге місце (1): 1992

Чемпіонат СРСР
- Перше місце (1): 1991

Чемпіонат СНД
- Перше місце (1): 1992

Чемпіонат України
- Перше місце (4): 1992, 1993, 1994, 1995